# Beerware
Beerware je vrsta programske podrške.
Izraz je šaljivo-žargonski za programsku podršku izdano pod vrlo opuštenom licencijom. Krajnjem korisniku daje pravo rabiti određeni računalni program ili nešto ino činiti s izvornim kodom.
Autor ove vrste licencije je Poul-Henning Kamp. Objavljena je 2004. godine. Posljednja inačica do danas je 42. Kompatibilna je s DFSG i GPL, Zaklada za slobodan softver ga je odobrila, Inicijativa otvorenog koda nije ga odobrila, nema status copyleft, vrijedi GPL-ova povezivačka iznimka odnosno dopušta povezivanje s koda drukčije licencije.

## Usporedi
- plati koliko želiš
- darovna ekonomija
- freemium
- freeware
- shareware
- demo
- abandonware
- vaporware
- shovelware (crapware, garbageware)
- adware
- donationware
- otvoreni kod
- nagware
- glossyware[4][5]
- careware
- licencija otvorenog koda
- slobodna programska podrška otvorenog koda (Free and open-source software, FOSS)